# 피닌파리나 세르지오
피닌파리나 세르지오(이탈리아어: Pininfarina Sergio)는 이탈리아 디자인 하우스 피닌파리나에서 생산하는 컨셉트 카로, 2013년 제네바 모터쇼에서 2012년 7월 3일 사망한 회사의 전 회장이자 자동차 디자이너인 세르지오 피닌파리나(이탈리아어: Sergio Pininfarina)를 기리기 위해 선보였다.이 자동차는 페라리 458 스파이더의 기계적 토대를 기반으로 한 코치 빌드 바르케타이다.